# Joe Delaney
Joe Delaney (* 4. August 1972 in Dublin) ist ein irischer, professioneller Snookerspieler.

## Karriere

### Erste Profizeit in den 1990ern
Joe Delaney war ein erfolgreicher Jugendspieler in Irland gewesen und begann seine Profikarriere 1991 mit 19 Jahren, als es keine Teilnahmebeschränkungen für die Profiturniere gab. Sein bestes Ergebnis in seinem ersten Jahr war das Erreichen der Runde der letzten 64 bei der UK Championship 1991, wo er gegen Nigel Bond unterlag. Zuvor hatte er aufgrund des großen Teilnehmerfelds sieben Qualifikationsrunden gewinnen müssen. Nur bei den European Open kam er noch einmal unter die besten 96, profitierte dabei aber von zwei Ausfällen. Am Ende der Saison wurde er auf Platz 137 der Snookerweltrangliste eingestuft. Den Vorteil als gesetzter Spieler konnte er im Jahr darauf allerdings nicht nutzen, er verlor fast alle Auftaktspiele, nur beim Grand Prix kam er unter die letzten 128.
In den folgenden Jahren hielt er sich dank kleinerer Erfolge immer zwischen Platz 128 und 200 der Rangliste. 1994 kam er bei den Welsh Open unter die letzten 64, ebenso 1997 bei den European Open. Im Jahr zuvor hatte er dort die letzten 96 erreicht, ebenso wie bei der UK Championship 1995. Damit kam er aber nie über Platz 137 der Weltrangliste hinaus und als zur Saison 1997/98 wieder eine Teilnahmebeschränkung eingeführt wurde, verpasste er die direkte Qualifikation. Auch über die WPBSA Qualifying School scheiterte er knapp, als er im zweiten Event im entscheidenden Spiel Sean Storey unterlag. Von daher nahm er anschließend nicht mehr an der Main Tour, sondern an der UK Tour 1997/98 teil. Dort konnte er einmal ein Achtelfinale erreichen. Zusätzlich gelang ihm bei der Snookerweltmeisterschaft 1998 der Vorstoß bis in die letzte Qualifikationsrunde mit Siegen unter anderem über Jamie Burnett und Gary Ponting und nur die 7:10-Niederlage gegen Dave Harold verhinderte seinen Einzug in die Endrunde im Crucible Theatre. Die Runde der letzten 48 war sein bis dahin bestes Profiergebnis. Damit rückte er auf Platz 109 der Weltrangliste vor und war 1998/99 wieder für die Main Tour gesetzt. Nachdem aber die Runde der letzten 96 beim Grand Prix sein einziges besseres Ergebnis in diesem Jahr war, wechselte er in den nächsten Jahren immer wieder zwischen Main Tour und UK Tour bzw. die Challenge Tour. Dort erreichte er im Januar 2002 sein bestes Ergebnis, als er beim Challenge-Turnier in Harrogate das Finale erreichte, das er mit 3:6 gegen Lee Spick verlor. 2000 gewann er als Amateur die European Masters Championship, 2001 und 2003 stand er im Finale. 2004 gewann er zusammen mit Patsy Farrell die Ü40-Kategorie der EBSA European Team Championship.

### Main-Tour-Rückkehr in den 2000er Jahren
2003 startete Delaney dann nach erfolgreicher Wiederqualifikation über die Challenge Tour 2002/03 ein ernsthaftes Comeback auf der Main Tour. Bei der UK Championship besiegte er unter anderem Alfie Burden und Jamie Burnett und kam erstmals ins Hauptturnier der letzten 48. Beim Irish Masters kam er unter die letzten 64. Drei weitere Auftaktsiege bei insgesamt nur 8 Weltranglistenturnieren in der Saison brachten ihn auf Platz 81 der Weltrangliste. In den beiden folgenden Jahren kam er viermal unter die letzten 64, darunter auch zweimal bei der Weltmeisterschaft. Sein erfolgreichste Spielzeit hatte der Dubliner dann 2006/07. Bei der UK Championship 2006 erreichte er ein weiteres Mal die erste Hauptrunde. Auch bei den Welsh Open stand er unter den letzten 48. Und bei der Snookerweltmeisterschaft 2007 besiegte er Ian Preece, Barry Pinches und Alan McManus und zog in die Hauptrunde ein. Dies war mit 34 Jahren der größte Erfolg seiner Karriere. In seinem einzigen Match im Crucible unterlag er dann dem ehemaligen Vizeweltmeister Matthew Stevens mit 2:10. Zum Saisonende erreichte er mit Platz 58 seine beste Weltranglistenplatzierung. 
Im Jahr darauf erreichte Delaney bei der letztmals ausgetragenen Irish Professional Championship mit dem Halbfinaleinzug sein bestes Turnierergebnis bei einem Einladungsturnier der Main Tour. Bei den Ranglistenturnieren war er nicht so erfolgreich, lediglich bei den Welsh Open kam er unter die letzten 48. In der Saison 2008/09 war zwar auch die Runde der letzten 48 bei der UK Championship 2008 das beste Ergebnis, aber vier weitere Male kam er unter die letzten 64 und hielt sich damit knapp auf der Main Tour. Im Jahr darauf langte es jedoch nur noch zu drei Auftaktsiegen. In der Saison 2010/11 gab es dann eine Reform der Tour, die Anzahl der Turniere stieg und damit auch die Anforderungen. Beim Shanghai Masters 2010 erreichte er das Hauptturnier der letzten 32 und damit sein zweitbestes Ergebnis bei einem Ranglistenturnier. Bei den China Open 2011 kam er immerhin in die dritte Qualifikationsrunde. Auf der Players Tour Championship und bei den anderen Ranglistenturnieren gelang ihm aber jeweils nie mehr als ein Sieg und so fiel er auf Platz 81 der Weltrangliste zurück und verlor erneut seinen Main-Tour-Status. 
Im Jahr darauf spielte er lediglich einige Pro-Am-Turniere der Players Tour Championship mit kleineren Achtungserfolgen, erst 2012 versuchte er die erneute Main-Tour-Qualifikation über die Q School. Im dritten Turnier erreichte er auch das Finale seiner Gruppe, verlor dann aber das entscheidende Spiel mit 0:4 gegen Rod Lawler. Ein weiterer Versuch 2016 zur Tourrückkehr blieb ebenfalls erfolglos.
Joe Delaney arbeitet im Familienbetrieb, der Polstermöbel herstellt. Dadurch hatte er in seiner Karriere oft größere Freiheiten als andere Halbprofis mit einer Festanstellung. Er gehörte zwar in seiner Zeit zu den besten irischen Snookerspielern, konnte aber an Spieler wie Ken Doherty und Fergal O’Brien nicht heranreichen.